# Hartmann Imre (gordonkaművész)
Hartmann Imre (Budapest, 1895. augusztus 26. – Mexikóváros, 1978. november 9.) gordonkaművész, kamarazenész, tanár.

## Élete
Hartmann Jenő (Jónás) (1866–1929) zenész és Reich Katalin (1871–1945) fia. Tanulmányait előbb a Fodor Zeneiskolában, majd a budapesti Zeneakadémián végezte, ahol 1917-ben gordonkaművészi oklevelet szerzett Schiffer Adolf tanítványaként. Ugyanettől az évtől a Szemere József Vezetése Alatt Álló Zeneiskolában tanított. A Magyar Királyi Operaház zenekarában találkozott Léner Jenővel és Smilovits Józseffel, akikkel előbb egy triót alapítottak, majd Róth Sándor csatlakozásával létrejött a később világhírűvé váló Léner-vonósnégyes, amelynek csellistája lett. A kvartettel bejárta Európa országait és az Egyesült Államokat. 1941 óta zenetanárként működött Mexikóban. Később Mexikóvárosban Bellas Artes néven kamarazenekart alapított. Az Argentínai Magyar Zsidók Egyesületének tagja, majd 1947-ben az egyesület választmányi tagja lett. 1963-ban évtizedek után először látogatott el Magyarországra, hogy zsűrizzen a Budapesten megrendezésre kerülő Nemzetközi Zenei Versenyeken.
Házastársa Halmos Móric és Sós Etelka lánya, Erzsébet (1907–?) volt, akit 1930. szeptember 25-én Budapesten, a Józsefvárosban vett nőül.